# Прихова (Оплотниця)
Прихова (словен. Prihova) — поселення в общині Оплотниця, Подравський регіон‎, Словенія.